# Wojciech Perlicki
Wojciech Perlicki (zm. w 1607 lub później) – polski duchowny, proboszcz, kanonik i oficjał lwowski, administrator archidiecezji lwowskiej Sede vacante w 1603. W 1607 przekazał kapitule lwowskiej swój księgozbiór.